# Taha (Jianhua)
Taha (chinesisch 塔哈镇, Pinyin Tǎhā Zhèn) ist eine Großgemeinde im Stadtbezirk Jianhua der bezirksfreien Stadt Qiqihar in der nordostchinesischen Provinz Heilongjiang. Die Großgemeinde hat eine Fläche von 678,2 km² und umfasst damit fast 90 % der Fläche des Stadtbezirks, dem sie erst seit April 2013 angehört.
Bis März 2013 gehörte Taha zum Kreis Fuyu und war dort bis zum 23. April 2012 unter dem Namen „Gemeinde Taha der Manju und Daur“ (chinesisch 塔哈满族达斡尔族乡, Pinyin Tǎhā Mǎnzú Dáwò’ěrzú Xiāng) eine Nationalitätengemeinde. Die Sonderrechte und die besondere Förderung, die mit diesem Status verbunden sind, bleiben auch nach der Umwandlung in eine Großgemeinde ohne „ethnische“ Bezeichnung in vollem Umfang erhalten.
Taha hat über 25.000 Einwohner (2012), davon gut 26 % Angehörige ethnischer Minderheiten, vor allem Manju und Daur, in kleinerer Zahl auch Ewenken, Kirgisen, Mongolen, Hui, Koreaner und Xibe. 

## Wirtschaft
Taha verfügt über 353,3 km² Grasland und knapp 200 km² Ackerland. In der Viehwirtschaft liegt der Schwerpunkt auf Rindern, Milchvieh und Schafen, im Ackerbau auf dem Anbau von Weizen, Mais und Soja.

## Administrative Gliederung
Taha setzt sich aus zwölf Dörfern zusammen. Diese sind:
- Dorf Taha der Daur (塔哈达斡尔族村), Sitz der Gemeinderegierung;
- Dorf Dagaoliang (大高粮村);
- Dorf Dahabai (大哈柏村);
- Dorf Damagang (大马岗村);
- Dorf Fengtun (冯屯村);
- Dorf Lijian (理建村);
- Dorf Xiaohabai (小哈柏村);
- Dorf Zhousan (周三村);
- Dorf Dongtaha der Daur (东塔哈达斡尔族村);
- Dorf Jisipu der Daur (吉斯堡达斡尔族村);
- Dorf Kumu der Daur (库木达斡尔族村);
- Dorf Xiaotun der Daur (肖屯达斡尔族村).